# Shuttle SERV
Lo Shuttle SERV (Single-stage Earth-orbital Reusable Vehicle) era un modello di navetta spaziale riutilizzabile proposto dalla Chrysler alla fine degli anni sessanta. A quell'epoca, la NASA avviò lo studio di un veicolo spaziale riutilizzabile e chiese a varie ditte di proporre i loro progetti. Nell'ambito di questa competizione, la Chrysler propose il SERV.
Questo tipo di navetta sarebbe stato lanciato in orbita da un razzo ad un solo stadio, incorporato nel veicolo; il SERV sarebbe partito ed atterrato verticalmente. Nelle missioni con equipaggio umano, sulla cima del SERV sarebbe stato agganciato un modulo riutilizzabile chiamato MURP (Manned Upper-stage Reusable Payload), che in orbita si sarebbe sganciato dal SERV e sarebbe rientrato per conto proprio.
Il SERV/MURP non incontrò il favore della NASA, così rimase solo allo stadio di progetto.

## Descrizione del veicolo
Secondo il progetto, il SERV aveva la forma di un cono, con una base circolare; il diametro era di 27,4 metri e l'altezza di 20,3 metri. La spinta sarebbe stata fornita da un motore aerospike a dodici moduli, che avrebbero usato come propellenti l'idrogeno liquido e l'ossigeno liquido. Durante la fase di rientro nell'atmosfera, il motore sarebbe stato protetto da apposite porte protettive. Per lasciare l'orbita terrestre e rientrare, il veicolo avrebbe fatto uso di due propulsori collocati nella parte superiore della fiancata. All'interno del SERV era previsto il vano per il carico; il veicolo avrebbe potuto portare in orbita un carico di circa 53 tonnellate.
Il modulo MURP, montato sulla cima del SERV, era originariamente uno spazioplano della lunghezza di circa 35 metri; in una seconda fase del progetto, la Chrysler sostituì lo spazioplano con un modulo abitabile della lunghezza di circa 23 metri, analogo al Modulo di Comando e Servizio della capsula Apollo.
Il SERV non era progettato per missioni di lunga durata e avrebbe dovuto restare in orbita per periodi non superiori alle 48 ore, tempo sufficiente per portare e lasciare in orbita dei carichi; il modulo abitato si sarebbe staccato dal SERV per compiere missioni scientifiche o per attraccare alla Stazione Spaziale, rientrando poi autonomamente.